# Nuri Bilge Ceylan
Nuri Bilge Ceylan (Isztambul, 1959. január 26. –) török filmrendező, operatőr, forgatókönyvíró és színész. 2014-ben a cannesi filmfesztiválon elnyerte az Arany Pálmát Téli álom című filmjével. A kritikusok a török Tarkovszkijnak nevezik.

## Élete
Isztambulban született, de gyermekkorát részben Yenice faluban töltötte Çanakkale tartományban; vidéki élményei gyakran visszaköszöntek filmjeiben. 15 évesen kezdett érdeklődni a fotográfia iránt.
1976-ban beiratkozott az Boszporusz Egyetem vegyészmérnöki karára, de a zavaros politikai helyzet miatt az oktatás folyton megszakadt. 1978-ban újból beiratkozott az egyetemre, ezúttal a villamosmérnöki karra. Tanulmányai közben több filmes tanfolyamra is járt. Miután 1985-ben megszerezte diplomáját, több hónapra Londonba és Katmanduba utazott. Törökországba visszatérve 18 hónapig katonai szolgálatát töltötte, leszerelés után fotósként dolgozott. A Mimar Sinan Szépművészeti Egyetemen filmrendezést tanult, de két év után ezt félbehagyta. Barátja, Mehmet Eryılmaz filmjében színészként lépett fel, emellett részt vett a film technikai munkálataiban is.
Első rövidfilmjét (Koza) 1993-ban kezdte forgatni; ez volt az első török rövidfilm, amelyet beválogattak a cannes-i fesztiválra. Első három játékfilmjével, amit a kritikusok trilógiának tekintenek, nemzetközi elismerést szerzett. A 2008-ban forgatott Három majom című filmje első török filmként bekerült a legjobb nemzetközi játékfilmnek járó Oscar-díj szűkített listájára.
A Három majom bemutatása után ismét a fotóművészet felé fordult; 2009-ben jelent meg Sinemaskop Türkiye című albuma.

## Témái és stílusa
Filmje a magánnyal, az elidegenedéssel, az emberi élet monotóniájával, a mindennapi élet részleteivel foglalkoznak. Gyakran használ ferde beállításokat és hosszú snitteket, általában természetes beállításokban, és gyakran játszik a hangokkal, beleértve a fenyegető csendeket. A főszereplőket gyakran hátulról veszi fel, meghagyva ezzel a nézőknek, hogy találják ki a homályban hagyott arcú szereplő érzelmeit. Első filmjei alacsony költségvetésűek voltak, amelyekben amatőr színészek léptek fel, többnyire családtagjai és szomszédai.
Ceylan alkotásain jól látható nyomott hagyott fotográfusi előélete: filmjeiben számos olyan kép található, ami akár fénykép is lehetne; a fényképek és a fényképezés pedig részei a szereplők mindennapi életének.

## Filmjei
| Év   | Magyar cím                             | Török cím               | Közreműködés | Közreműködés | Közreműködés    | Megjegyzés               |
| Év   | Magyar cím                             | Török cím               | Rendező      | Producer     | Forgatókönyvíró | Megjegyzés               |
| ---- | -------------------------------------- | ----------------------- | ------------ | ------------ | --------------- | ------------------------ |
| 1995 |                                        | Koza                    | Igen         | Igen         | Igen            | rövidfilm                |
| 1997 | A kis falu                             | Kasaba                  | Igen         | Igen         | Igen            | első játékfilm           |
| 1999 | Májusi eső                             | Mayıs Sıkıntısı         | Igen         | Igen         | Igen            |                          |
| 2002 | Messze                                 | Uzak                    | Igen         | Igen         | Igen            |                          |
| 2006 | Éghajlatok                             | İklimler                | Igen         | Igen         | Igen            | színészként is szerepelt |
| 2008 | Három majom                            | Üç Maymun               | Igen         | Igen         | Igen            |                          |
| 2011 | Egyszer volt, hol nem volt Anatóliában | Bir Zamanlar Anadolu'da | Igen         | Igen         | Igen            |                          |
| 2014 | Téli álom                              | Kış Uykusu              | Igen         | Igen         | Igen            |                          |
| 2018 | A vadkörtefa                           | Ahlat Ağacı             | Igen         | Igen         | Igen            |                          |

## Díjai
- FIPRESCI-díj az Isztambuli Nemzetközi Filmfesztiválon (1998 – A kis falu)[10]
- Arany Narancs-díj a legjobb rendezőnek (1999 – Májusi eső)[11]
- FIPRESCI-díj az Isztambuli Nemzetközi Filmfesztiválon (2000 – Májusi eső)[12]
- Európai kritikusok díja – FIPRESCI-díj (2000 – Májusi eső)[13]
- A zsüri nagydíja a 2002-es cannes-i fesztiválon (Messze)[14]
- Arany Narancs-díj a legjobb rendezőnek (2002 – Messze)[15]
- Arany Narancs-díj a legjobb forgatókönyvnek (2002 – Messze)[15]
- FIPRESCI-díj az Isztambuli Nemzetközi Filmfesztiválon (2003 – Messze)[16]
- FIPRESCI-díj a cannes-i fesztiválon (2006 – Éghajlatok)[17]
- FIPRESCI-díj az Oslói Filmfesztiválon (2006 – Éghajlatok)[18]
- Arany Narancs-díj a legjobb rendezőnek (2006 – Éghajlatok)[19]
- Legjobb rendezés díja a 2008-as cannes-i fesztiválon (Három majom)[14]
- Asia Pacific Screen Awards a legjobb rendezőnek (2008 – Három majom)[20]
- A zsüri nagydíja a 2011-es cannes-i fesztiválon (Egyszer volt, hol nem volt Anatóliában)[14]
- Asia Pacific Screen Awards a legjobb rendezőnek (2011 – Egyszer volt, hol nem volt Anatóliában)[20]
- Művészetek és Irodalom Érdemrendje (2011)[21]
- Arany Hintó (2012)[22]
- Arany Pálma a 2014-es cannes-i fesztiválon (Téli álom)[14]
- FIPRESCI-díj a cannes-i fesztiválon (2014 – Téli álom)[23]
- Asia Pacific Screen Awards a legjobb rendezőnek (2014 – Téli álom)[20]

## Fordítás
- Ez a szócikk részben vagy egészben  a   Nuri Bilge Ceylan című angol Wikipédia-szócikk ezen változatának fordításán alapul.  Az eredeti cikk szerkesztőit annak laptörténete sorolja fel. Ez a jelzés csupán a megfogalmazás eredetét és a szerzői jogokat jelzi, nem szolgál a cikkben szereplő információk forrásmegjelöléseként.